# LDOC1
LDOC1 (англ. LDOC1, regulator of NFKB signaling) – білок, який кодується однойменним геном, розташованим у людей на X-хромосомі. Довжина поліпептидного ланцюга білка становить 146 амінокислот, а молекулярна маса — 16 968.
| 10         |  | 20         |  | 30         |  | 40         |  | 50         |
| ---------- |  | ---------- |  | ---------- |  | ---------- |  | ---------- |
| MVDELVLLLH |  | ALLMRHRALS |  | IENSQLMEQL |  | RLLVCERASL |  | LRQVRPPSCP |
| VPFPETFNGE |  | SSRLPEFIVQ |  | TASYMLVNEN |  | RFCNDAMKVA |  | FLISLLTGEA |
| EEWVVPYIEM |  | DSPILGDYRA |  | FLDEMKQCFG |  | WDDDEDDDDE |  | EEEDDY     |

A: Аланін

C: Цистеїн

D: Аспарагінова кислота

E: Глутамінова кислота

F: Фенілаланін

G: Гліцин

H: Гістидин

I: Ізолейцин

K: Лізин

L: Лейцин

M: Метіонін

N: Аспарагін

P: Пролін

Q: Глутамін

R: Аргінін

S: Серин

T: Треонін

V: Валін

W: Триптофан

Локалізований у ядрі.